# Saint-Genès-de-Blaye
Saint-Genès-de-Blaye – miejscowość i gmina we Francji, w regionie Nowa Akwitania, w departamencie Żyronda. Nazwa miejscowości pochodzi od imienia św. Genezjusza.
Według danych na rok 1990 gminę zamieszkiwało 428 osób, a gęstość zaludnienia wynosiła 58 osób/km² (wśród 2290 gmin Akwitanii Saint-Genès-de-Blaye plasuje się na 768. miejscu pod względem liczby ludności, natomiast pod względem powierzchni na miejscu 1250.).